# Hans Meier-Welcker
Hans Meier-Welcker (né le 29 août 1906 à Offenbourg et mort le 1er janvier 1983 à Fribourg-en-Brisgau) est officier dans la Wehrmacht et après la Seconde Guerre mondiale devient le premier chef du Bureau de recherche historique militaire de la Bundeswehr.

## Biographie
Hans Meier-Welcker est le fils d'un avocat militaire (parents : Eugen et Luise, né Groos) et étudie d'abord au lycée humaniste de Büdingen. Il décide de poursuivre une carrière dans l'armée et s'enrôle le 1er avril 1925 dans le 14e régiment d'infanterie (Donaueschingen) de la Reichswehr. Dans cette unité, il sert les neuf années suivantes. Il accède au rang d'Oberleutnant (1er avril 1933) et se marie le 6 avril de la même année. En octobre 1934, il est muté à l'état-major du 35e régiment d'infanterie et deux ans plus tard, il est commandé à la formation d'état-major à l'Académie de guerre. Une fois cela terminé, Meier-Welcker est employé à partir d'octobre 1938 comme officier de liaison auprès de l'état-major italien.
Pendant la Seconde Guerre mondiale, Meier-Welcker sert dans divers états-majors, d'abord au détachement d'armée A puis à la 4e armée. À partir de 1941, il retrouve une affectation, entre-temps promu Major (1er janvier 1941), comme chef d'état-major de la 251e division d'infanterie (à partir du 6 mai 1941) puis de la 306e division d'infanterie (à partir du 29 décembre 1942). Le 4 juillet 1943, Meier-Welcker est de nouveau nommé officier de liaison auprès de la 6e armée italienne et du commandant italien de la Corse. Lorsque l'Italie se retire de la guerre à l'automne 1943, il est nommé en tant que chef d'état-major de la 389e division d'infanterie. Du 1er décembre 1944 au 25 mars 1945, Meier-Welcker dirige le 409e régiment de grenadiers et, dans les dernières semaines de la guerre, le 31e corps d'armée en tant que chef d'état-major général. Pendant la Seconde Guerre mondiale, il reçoit la Croix allemande en or.
À la fin de la guerre, Meier-Welcker est fait prisonnier de guerre par les Alliés, dont il est libéré le 5 juin 1947. Il entreprend alors des études d'histoire à Tübingen, où il est particulièrement influencé par Hans Rothfels, et qu'il complète en 1951 par un doctorat. L'année suivante, il se voit offrir le poste d'Amt Blank (prédécesseur du ministère fédéral de la Défense). Meier-Welcker y est donc devenu le 21 avril 1952 chef du département "Sciences militaires" et le 4 janvier 1956 colonel. Dans cette fonction, il est chargé de réformer l'histoire militaire et d'en faire une partie reconnue de l'histoire dans un spectre social plus large. Dans ce cadre, il est chargé de mettre en place, à partir du 1er janvier 1957, le centre de recherche en histoire militaire à Langenau (près d'Ulm). Cet institut est transféré à Fribourg-en-Brisgau en 1958 et reçoit le nom officiel de Bureau de recherche historique militaire. Meier-Welcker reste jusqu'au 30 septembre 1964 à la tête de ce bureau et détermine son orientation de manière décisive.
Même après avoir quitté le service actif, Meier-Welcker se consacre aux études historiques. Il en résulte de nombreux essais sur l'avenir de l'histoire militaire en Allemagne et une longue biographie de Hans von Seeckt, qui est encore aujourd'hui considérée comme un ouvrage de référence. Meier-Welcker décède le 1er janvier 1983 à Fribourg-en-Brisgau.

## Travaux
Les travaux de Meier-Welcker couvrent un large éventail d'intérêts. Il rédige sa thèse sur la simonie (achat d'offices) au Moyen Âge. Cela est suivi d'un manuel sur l'histoire militaire allemande à l'époque moderne. En tant que chef du Bureau de recherche sur l'histoire militaire, il façonne sa publication, comme le Handbuch zur Deutschen Militärgeschichte 1648–1939 en six volumes, qui est encore aujourd'hui l'ouvrage de référence. Après la publication de sa biographie de Seeckt, il se consacre à nouveau à l'étude de l'histoire antique et médiévale et entreprend des voyages plus longs en Sicile.
Cependant, les essais de Meier-Welcker sur l'histoire militaire elle-même (imprimés dans : Militärgeschichtliches Forschungsamt (éd.): Militärgeschichte - Probleme, Thesen, Wege, Stuttgart 1982), dans lequel il ne cesse de réclamer l'intégration de l'histoire militaire moderne dans la science historique générale. Selon lui, il convient de la considérer dans son cadre social et politique afin de s'éloigner d'une discipline qui ne se fixe que sur l'application du bénéfice à travers cet élargissement. Meier-Welcker est ainsi considéré comme l'un des fondateurs de l'historiographie militaire moderne en Allemagne après la Seconde Guerre mondiale.

## Travaux (sélection)
- Der Entschluß zum Anhalten der deutschen Panzertruppen in Flandern 1940. In: Vierteljahrshefte für Zeitgeschichte. 2. Jahrgang, 3. Heft, Juli 1954, Seiten 274–290 (JSTORE).
- Deutsches Heerwesen im Wandel der Zeit. Ein Überblick über die Entwicklung vom Aufkommen der stehenden Heere bis zur Wehrfrage der Gegenwart. Bernard & Graefe, Frankfurt am Main 1956.
- (Hrsg.): Untersuchungen zur Geschichte des Offizierkorps. Anciennität und Beförderung nach Leistung (= Beiträge zur Militär- und Kriegsgeschichte. Band 4). DVA, Stuttgart 1962.
- (Hrsg.): Abwehrkämpfe am Nordflügel der Ostfront, 1944–1945 (= Beiträge zur Militär- und Kriegsgeschichte. Band 5). DVA, Stuttgart 1963.
- (Hrsg.): Offiziere im Bild von Dokumenten aus drei Jahrhunderten (= Beiträge zur Militär- und Kriegsgeschichte. Band 5). DVA, Stuttgart 1964.
- Seeckt.  Bernard & Graefe, Frankfurt am Main 1967.
- Dionysios I. Tyrann von Syrakus (= Persönlichkeit und Geschichte. Band 57). Musterschmidt, Göttingen u. a. 1971  (ISBN 3-7881-0057-5).
- (Hrsg. mit Friedrich Forstmeier (de), Wolfgang von Groote (de), Othmar Hackl (de), Manfred Messerschmidt (de)): Handbuch zur deutschen Militärgeschichte, 1648–1939. 6 Bände, Militärgeschichtliches Forschungsamt, Bernard und Graefe, München 1979/81.

Band 1: Abschnitt I, Von der Miliz zum stehenden Heer. Abschnitt II, Vom Stehenden Heer des Absolutismus zur allgemeinen Wehrpflicht, Abschnitt III, Militärverwaltung und Heeresaufbringung in Österreich bis 1806, München 1979.
Band 2: Abschnitt IV, Militärgeschichte im 19. Jahrhundert 1814–1890.
Band 3: Abschnitt V, Von der Entlassung Bismarcks bis zum Ende des Ersten Weltkrieges 1890–1918; Abschnitt VI, Reichswehr und Republik 1918–1933.
Band 4: Abschnitt VII, Wehrmacht und Nationalsozialismus 1933–1939; Abschnitt VIII, Deutsche Marinegeschichte der Neuzeit.
Band 5: Abschnitt IX, Grundzüge der militärischen Kriegführung 1648–1939.
Registerband, München 1981.
- Karthago, Syrakus und Rom. Zu Grundfragen von Frieden und Krieg (= Historisch-politische Hefte der Ranke-Gesellschaft. Heft 25/26: Studien zum Geschichtsbild). Musterschmidt, Göttingen 1979  (ISBN 3-7881-1125-9).
- Himera und die Geschicke des griechischen Sizilien. Boldt, Boppard am Rhein 1980  (ISBN 3-7646-1757-8).
- Aufzeichnungen eines Generalstabsoffiziers 1939–1942 (= Einzelschriften zur militärischen Geschichte des Zweiten Weltkrieges. Band 26). Rombach, Freiburg im Breisgau 1982  (ISBN 3-7930-0185-7).